# John Ledyhard
John Ledyhard (Groton, novembre 1751 – Il Cairo, 10 gennaio 1789) è stato un esploratore statunitense.

## Biografia
Primo figlio di Abigail Youngs Ledyard e del capitano John Ledyard Jr, figlio di John Ledyard Sr. Il giorno successivo alla nascita del bambino, il capitano John salì a bordo della nave di suo padre e salpò per le Indie occidentali. Tre anni dopo il piccolo John Ledyard raggiunse suo nonno ad Hartford, nel Connecticut, dove frequentò la scuola. Il nonno morì poco prima che Ledyard compisse 20 anni, nel settembre 1771.
Dopo aver frequentato il Dartmouth College (compiendo qualche esplorazione a livello dilettantesco), decise di dedicarsi ai viaggi commerciali, fino a diventare marinaio della Marina Reale Britannica, e in questo ruolo nel giugno 1776 Ledyard si unì al terzo e ultimo viaggio del capitano James Cook; la spedizione durò quattro anni.
Tornato in patria, sempre come marinaio della Marina britannica fu inviato in Canada per combattere nella Rivoluzione americana, ma disertò, tornò a Dartmouth e iniziò a scrivere il suo Diario dell'ultimo viaggio del capitano Cook, che venne pubblicato nel 1783, cinque anni dopo aver visitato le Hawaii, e fu la prima opera ad essere protetta da copyright negli Stati Uniti (protetto dal diritto d'autore dello stato del Connecticut da un atto speciale del legislatore; il diritto d'autore federale non fu introdotto fino al 1790).
Dedicatosi al commercio di pellicce di lontra, lasciò gli Stati Uniti nel giugno 1784 per trovare finanziatori in Europa e si recò a Parigi: qui concepì uno schema di esplorazione straordinariamente audace con l'incoraggiamento di Thomas Jefferson, allora ambasciatore americano in Francia, e con il sostegno finanziario del marchese di Lafayette, del botanico Joseph Banks e del genero di John Adams, William Smith. Jefferson suggerì a Ledyard di esplorare il continente americano procedendo via terra attraverso la Russia, attraversando lo stretto di Bering e dirigendosi a sud attraverso l'Alaska e poi attraverso l'ovest americano fino alla Virginia.
Ledyard lasciò Londra nel dicembre 1786 e attraversò la maggior parte della Russi; lasciò San Pietroburgo nel giugno 1787 per viaggiare attraverso Mosca, Ekaterinburg, Omsk, Tomsk, Irkutsk e Kirensk, raggiungendo Yakutsk dopo 11 settimane. Qui si fermò per l'inverno, ma poi tornò a Irkutsk per unirsi a una spedizione più ampia guidata da Joseph Billings, ma Ledyard fu arrestato per ordine dell'imperatrice Caterina la Grande nel febbraio 1788, e quindi venne deportato in Polonia.
Tornato a Londra, entrò in contatto con lAfrican Association, che in quel periodo stava reclutando esploratori per l'Africa; Ledyard propose una spedizione dal Mar Rosso all'Oceano Atlantico. Arrivò ad Alessandria d'Egitto nell'agosto del 1788, ma l'organizzazione della spedizione procedette lentamente. Verso la fine di novembre 1788 Ledyard si avvelenò accidentalmente con acido al vetriolo (acido solforico) e morì al Cairo, in Egitto, il 10 gennaio 1789. John Ledyard venne sepolto nelle dune di sabbia che costeggiano il Nilo in una tomba modesta la cui localizzazione è a oggi sconosciuta.

## Citazioni
Le gesta di John Ledyhard sono ricordate da Ismaele, nel libro Moby Dick di Herman Melville, nel capitolo V intitolato La prima colazione, insieme a quelle di Mungo Park.